# اللوبي الإسرائيلي في المملكة المتحدة
اللوبي الإسرائيلي في المملكة المتحدة هو مصطلح يستخدم أحيانًا لوصف الأفراد والجماعات التي تسعى للتأثير على السياسة الخارجية للمملكة المتحدة لصالح دعم العلاقات الثنائية مع إسرائيل أو الصهيونية أو إسرائيل أو سياسات الحكومة الإسرائيلية. وقد يسعى هؤلاء الأفراد والجماعات إلى التأثير على السياسيين والأحزاب السياسية، أو وسائل الإعلام، أو عامة الناس أو مجموعات أو قطاعات محددة.
تميل أنشطة الضغط فيما يتعلق بإسرائيل، كما هو الحال مع القضايا الأخرى، إلى أن تكون أقل رسمية وعلى نطاق أصغر في المملكة المتحدة مقارنة بمثل هذا الضغط في الولايات المتحدة. إن السياسة الخارجية للمملكة المتحدة أقل أهمية بالنسبة لإسرائيل من سياسة الولايات المتحدة، وذلك بسبب القوة الاقتصادية والعسكرية الأكبر التي تتمتع بها الأخيرة وبسبب المساعدات العسكرية الكبيرة والمستمرة التي تقدمها لإسرائيل. ومع ذلك تحتفظ بريطانيا ببعض القدرة على التأثير في الشؤون الدولية والإقليمية، من خلال عضويتها في مجلس الأمن التابع للأمم المتحدة، وفترة عضويتها في المجموعة الأوروبية ودورها التاريخي في الشرق الأوسط.
وعزا آخرون ما يعتبرونه تركيزًا مبالغًا فيه على الموضوع على أنه مدفوع بالعداء لإسرائيل لأسباب مختلفة، بما في ذلك شكل جديد من معاداة السامية، حسب المُنظمات اليهودية والدعاية الإسرائيلية.

## التاريخ

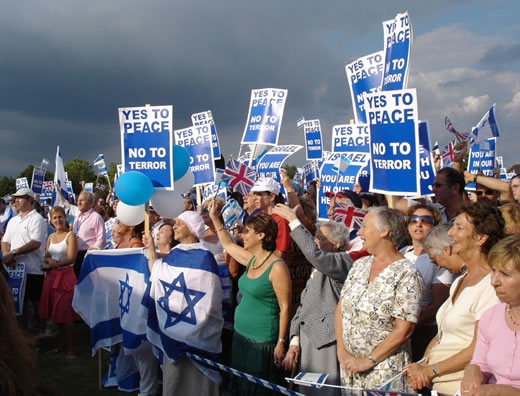
مظاهرة مؤيدة لإسرائيل في لندن

وفقًا لما كتبه دونالد فاغنر في مجلة سوجورنر فإن ما أصبح يُعرف باسم "الصهيونية المسيحية" ظهر في إنجلترا في أوائل القرن التاسع عشر وذلك للدفع لإعادة اليهود إلى الأرض المقدسة حسب التفسير المستقبلي للنصوص المروعة. في عام 1839، دعا الإنجيلي أنتوني آشلي كوبر، إيرل شافتسبري السابع، برلمان وستمنستر إلى دعم إنشاء دولة يهودية في فلسطين التاريخية. خلال أربعينيات القرن التاسع عشر دعم هنري جون تمبل، الفيكونت بالمرستون الثالث "الكيان اليهودي" المتحالف مع الإمبراطورية العثمانية كثقل موازن لمصر.[بحاجة لمصدر]
كتب الصحفي البريطاني جيفري ويتكروفت أنه ربما كان "أول جماعة ضغط لصالح أرض إسرائيل هو تيودور هرتزل الذي التقى بوزراء الحكومة بعد نشر كتابه الدولة اليهودية عام 1896، وتنظيمه المؤتمر الصهيوني الأول في مدينة بازل السويسرية عام 1897.
بدأ الصهيوني الروسي حاييم وايزمان عملية إقناع آرثر جيمس بلفور بأن فلسطين يجب أن تكون الوطن القومي والجامِع لليهود، كما بدأت الحركة الصهيونية البريطانية في الضغط بنشاط على الحكومة البريطانية.

## المنظمات والأنشطة

### العموميون
مجلس نواب اليهود البريطانيين ومجلس القيادة اليهودية هما الهيئتان القياديتان للجالية اليهودية في بريطانيا. وبالتالي، فإن صلاحياتهم واسعة وممارسة الضغط جزء صغير من دورهم. وفي مجال الضغط، فإنهم يتميزون عن المجموعات الأصغر في ممارسة الضغط، على الأقل في بعض الأحيان، وذلك على مجموعة واسعة من الجماهير.

#### مجلس نواب اليهود البريطانيين
مجلس نواب اليهود البريطانيين هو منتدى لآراء معظم المنظمات داخل المجتمع اليهودي البريطاني، ويتواصل مع الحكومة البريطانية على هذا الأساس. ويذكر المجلس أن المجتمع "لديه ارتباط قوي جدًا بدولة إسرائيل" ويوضح اهتمامات المجتمع ومواقفه بشأن إسرائيل للبرلمانيين ووزارة الخارجية والكومنولث ووسائل الإعلام والجماعات الدينية الأخرى. ويشمل برنامجها للتعامل مع السفارات أيضًا العلاقات بين الدول الأخرى ودولة إسرائيل.

#### مجلس القيادة اليهودية
يهدف مجلس القيادة اليهودية إلى تعزيز مصالح الجالية اليهودية المنظمة في بريطانيا. وتتمثل مهمتها في العمل، من خلال أعضائها، لضمان الاستمرارية في المملكة المتحدة، في هذا الجيل والأجيال القادمة، للطائفة اليهودية السائدة والواثقة من دعمها لإسرائيل.
وفقًا لعلماء الاجتماع توم ميلز وهيلاري أكد وتوم غريفين وديفيد ميلر، الذين يكتبون في الديمقراطية المفتوحة "لطالما كان الضغط المؤيد لإسرائيل جزءًا مهمًا من عملها". وفي ديسمبر 2006، أنشأت شركة غير خيرية، لجنة الأنشطة اليهودية، كوسيلة للتعامل مع العمليات السياسية. كان المديرون المؤسسون للشركة هم تريفور تشين، وهنري جرونوالد، ونائب رئيس بيكوم آنذاك بريان كيرنر، ورئيس بيكوم والممول الرئيسي، الملياردير الفنلندي بوجو زابلودوفيتش. أطلقت منظمة اللعب النظيف التابعة لها لاحقًا حملة أوقفوا المقاطعة مع بيكوم، حيث عملت لجنة الأنشطة اليهودية كوسيلة للتبرعات.

#### الاتحاد الصهيوني لبريطانيا العظمى وإيرلندا
يصف الاتحاد الصهيوني لبريطانيا العظمى وإيرلندا ، الذي تأسس عام 1899، نفسه بأنه "المنظمة الشعبية الرائدة في المملكة المتحدة في مجال الدفاع عن إسرائيل" والتي "تحتفل بإسرائيل وتتحدى أعداءنا". وتزيد المنظمة نفسها بأنها منظمة جامعة للحركة الصهيونية في المملكة المتحدة، حيث تمثل أكثر من 30 منظمة وأكثر من 50000 عضو منتسب. وتشمل أنشطتها: التدريب، والحملات، والمشاركة الإعلامية، والضغط، ومكافحة حركة المقاطعة، والعمل مع الطلاب والفعاليات الثقافية.

### سياسة
هناك عدد من المجموعات التي تضغط على الحكومة والسياسيين والأحزاب السياسية نيابة عن إسرائيل. حيث يعبر العديد من السياسيين البريطانيين عن دعمهم من خلال مجموعات "أصدقاء إسرائيل" التابعة للأحزاب السياسية الوطنية. الصحفي بيتر أوبورن والسياسيان تام داليل وجيني تونج هم من بين أولئك الذين وصفوا هذا بأنه "اللوبي الإسرائيلي" أو "اللوبي اليهودي"، وهو ادعاء وصفه بأنه معاد للسامية من قبل المنظمات المجتمعية المناهضة للعنصرية واليهودية مثل صندوق أمن المجتمع.
صرح عضو البرلمان العمالي السابق (MP) تام داليل في عام 2003 أن رئيس الوزراء السابق وزعيم الحزب توني بلير تأثر بشكل غير مبرر بـ " عصابة من المستشارين اليهود" في تشكيل سياسته في الشرق الأوسط تجاه العراق وسوريا وإيران. قام داليل في البداية بتعيين العديد من المستشارين البريطانيين ذوي النفوذ في مجال التراث اليهودي، لكنه ركز لاحقًا على مبعوث الشرق الأوسط، لورد ليفي، ومستشارين معظمهم من اليهود للرئيس الأمريكي جورج دبليو بوش.
صرح إريك مونمان، رئيس الاتحاد الصهيوني لبريطانيا العظمى وأيرلندا والنائب العمالي السابق، إنه يسعى للحصول على المشورة بشأن ما إذا كانت هناك حالة لإحالة داليل إلى لجنة مجلس العموم للمساواة العرقية. كما انتقده ديف ريتش، الذي رفض الادعاء بوجود جماعات ضغط بريطانية "على غرار أيباك".

### وسائط
بيكوم أو BICOM هي المجموعة الرئيسية التي تسعى للتأثير على التغطية الإعلامية في المملكة المتحدة لصالح إسرائيل. يمكن توجيه التأثير إلى مالكي وسائل الإعلام والمديرين التنفيذيين وموظفي الخطوط الأمامية. بعض المعلقين معروفون بتعبيرهم عن دعمهم لإسرائيل.
في عمود نشر في صحيفة الأوبزرفر في سبتمبر 2001 حول هجمات 11 سبتمبر في الولايات المتحدة، أشار ريتشارد إنجرامز إلى "التردد في جميع أنحاء وسائل الإعلام في التفكير في العامل الإسرائيلي"، وفي تعليقه على بريطانيا، أشار إلى "الضغط من اللوبي الإسرائيلي في هذا البلد الذي فالعديد من الصحفيين، حتى الصحفيين الذين يتحدثون عادة بصراحة، يترددون حتى في الإشارة إلى مثل هذه الأمور". وأشار أيضًا إلى إحجامهم عن معالجة القضايا التي ذكرها في أعمدة سابقة تتعلق باللورد ليفي وحزب العمال و"الروابط التجارية الوثيقة مع إسرائيل" لأقطاب الصحافة روبرت مردوخ وكونراد بلاك. في وقت سابق من شهر أغسطس، استقال الصحفي في صحيفة التايمز ، سام كيلي ، من الصحيفة لأنه ادعى أن عمله تعرض لرقابة شديدة من قبل كبار المسؤولين التنفيذيين بسبب التعاطف الصهيوني مع روبرت مردوخ.

## روابط خارجية
- المجموعة البرلمانية البريطانية الإسرائيلية لجميع الأحزاب
- التحالف الإسرائيلي البريطاني
- محامو المملكة المتحدة لإسرائيل
- نحن نؤمن بإسرائيل